# 광저우 CTF 파이낸스 센터
CTF 광저우(The CTF Guangzhou) 혹은 주대복 센터 광저우 （周大福中心广州 Chow Tai Fook Center Guangzhou)는 중화인민공화국 광저우시 톈허 구에 위치한 초고층 빌딩이다. 지상 111층, 530m의 마천루로 지난 2010년 착공하여 2016년 완공됐다.
당초 2005년에는 서측에 위치한 103층, 438.6m의 IFC 광저우와 똑같은 모양으로 계획해 두었으나, 이후 저우다푸에서 사업을 인수하여 계획을 대폭적으로 변경하였으며, 당초 103층에서 111층, 530m로 계획을 상향 조정했다.
건물 내부에는 6성급 호텔과 전망대, 그리고 중국 보석그룹 저우다푸(주대복)의 광저우 지사로 사용될 예정이다. IFC 광저우가 광저우서탑이라는 별칭이 있는 것과 반대로 CTF 광저우는 광저우 동탑(Guangzhou Eastern Tower)라는 별칭을 가지고 있다.
엘리베이터가 시속 72km (1,200m/min)로 현재 상하이 타워(1,230m/min)에 이어 세계 최고속 엘리베이터 2위이다. 초경량 탑승칸과 첨단제어 소프트웨어, 강력한 자석 구동 방식 덕분이다.

## 갤러리

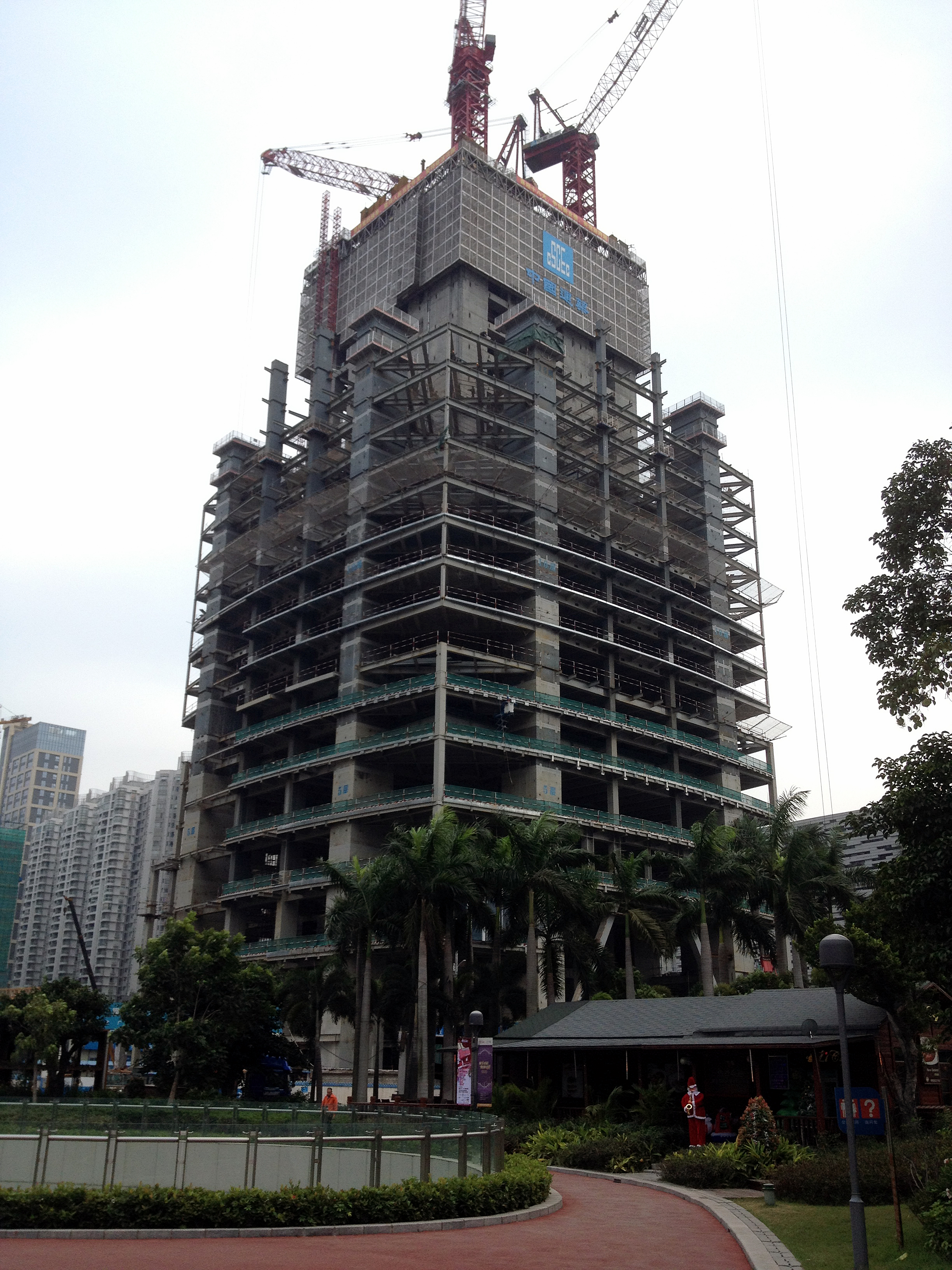
2012년 건설중인 CTF 광저우 타워

## 같이 보기
- 마천루 목록
- 중화인민공화국의 마천루 목록
- 100층 이상의 마천루 목록
- 광저우 국제금융센터
- CTF 톈진